# 周長耀
周長耀（1904年11月7日—1998年3月30日），號若望，瓊東縣福寨村人，砲兵出身。

## 生平
祖父耿光，祖母李氏，父鈞國（1872年9月29日），母林瑪利亞（1878年4月17日），育有兄弟二人，長耀為長男，1904年11月7日生，父往南洋業商，1927年因病逝世。母仁慈善管家，幼承母教誨獲益良多。
周氏1926年夏畢業於省立第十三中學，曾任高級小學教師，繼任校長一年。1927年四月，中國國民黨實行清黨後，奉派為瓊東縣黨部及農民協會改選委員約三個月。後入中央陸軍軍官學校第七期砲科，1929年冬畢業。旋入軍官教育團深造，1930年冬結業。奉派陸軍教導第一師野砲兵團任少尉連附。時為掃除革命障礙，而出發豫、魯、皖等省半載。在魯曲阜訪孔府、孔廟、孔林。1931年夏調國民政府警衛師砲兵旅，升任為野砲兵團中尉連附。
1931年冬，入陸軍砲兵學校學員隊第一期 (現為陸軍砲兵訓練指揮部)，1932年秋畢業。升任該校練習隊野砲連上尉連長，歷時三年多。1935年夏，因積勞成病，赴廬山牯嶺普仁醫院療養。牯嶺乃宗教最盛之地，其對宗教之信仰即始於此。在牯嶺期間約三個月暫獲康復，仍返砲兵學校服務，任射擊教官，並於12月獲訓練總監部頒發之德式現代砲兵須知軍用圖書審查證。
1936年秋經學長劉詠堯介紹至陸軍官校廣州分校任學生總隊砲兵大隊少校大隊附。1937年調任學員總隊砲兵大隊附兼第二隊大隊長。1939年秋，調升十五期學生總隊砲兵大隊第一隊中校隊長。1940年夏，調任十七期學生總隊特科大隊中校大隊長。1941年秋，入中央訓練團黨政班受訓，同年冬調升教育處上校兵器教官，繼任主任教官。1945年6月，調任空軍防空學校上校教官，1946年秋，調任空軍第二軍區司令部防空科上校科長，時任空軍第二軍區司令為徐康良上校，同年獲亞洲首位樞機主教 田耕莘 贈字。

1947年秋，入空軍參謀班受訓。1948年8月奉調 空軍防空學校 (校長 馮秉權 )並於當年冬由北平至天津隨空軍防空學校乘招商局中海級戰車登陸艦經上海到基隆，經蘇花公路至花蓮。1948年底抵花蓮，於調防回大陸任職官員處購得北濱街四號宅第，全家於此度過了在花蓮的第一個新年。當時在花蓮並無聖堂，周長耀運用北濱街四號宅第一處充作聖堂。主日聚會祈禱，瞻禮請台北神父來送彌撒。計有：郭士敏、方豪、范文忠等，都曾來過瞻禮。1949年7月，周長耀由空軍防空學校(花蓮)調任 空軍總司令部 組長，農業管理委員會主任委員(總司令周至柔)，北濱街四號交由教會運用，成為天主教花蓮教區最早之堂區-北濱天主堂。1953年夏退役，奉派宜蘭大同合作農場第二分場主任，1955年參加中國合作經濟學校高級班，1956年5月畢業，對於合作經濟，具有心得。1958年七月，正式退休，選擇自謀生活。
辭去公職之後，曾任恒毅中學初級班主任。天主教總主教公署總務。傳教中心傳教師等職，並參加磊質傳道學校研究傳教工作，因此一工作就聖教會初期六品後繼人之使命。
1970年春承輔仁大學于斌校長之邀到輔大服務，于校長安排閒時到哲學研究所，旁聽哲學課程。時由文學院高思謙院長兼所長，甚表歡迎，得隨時到哲學研究所旁哲學。對嚴靈峯教授之「墨學研究」，尤有興趣。認為墨學不僅有哲學意味，且有神學意味，價值珍貴。乃極用心研究，並從事著述，加以發揚，故其第一部著述「墨子思想之研究」，高院長頒賜序言。第二部著述「孔孟思想之比較」，第三部著述「天人論集」，此書榮獲中正文化獎。由文復會長前總統嚴家淦頒獎狀一紙，獎金新台幣十萬元整。第四部著述「敬天探源」，第五部著述「順天隨筆」，第六部著述「法天自強」，第七部著述「事天自安」，第八部著述，「畏天」（根除犯罪妙方），大部份著述均已再版，或三版四版。
1926年冬與董秀君結婚。1934年冬生一男於南京，名發昌。1946秋到北平，居住於慶親王府。1948年冬由北平至天津隨空軍防空學校乘招商局 中海級戰車登陸艦經上海到台灣。昌兒得入空軍通信電子學校就讀。在空軍任職十四年，退役後在交通部民航局任職。
周長耀之母、弟弟長輝與侄輩留在海南。1937年，七七抗戰開始，1939年2月10日海南淪入日軍手中，備受竄流之苦，共有八年。戰後，又因共產黨佔據，備受迫害，由南洋傳來音訊，周母於1950年7月逝世，享壽七十有三，但周長耀無法返里安葬。

## 圖集

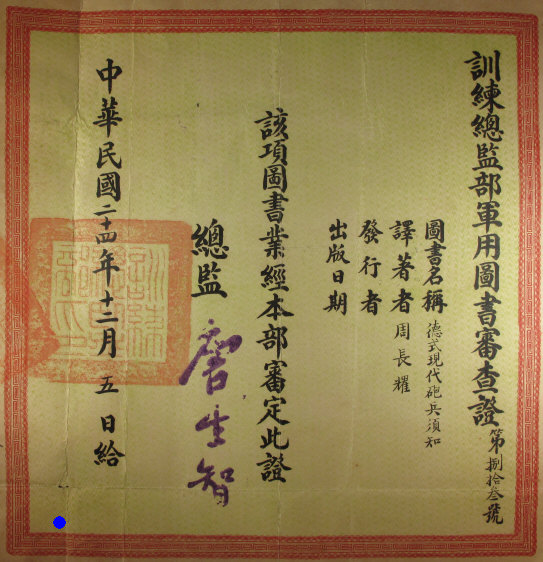
§ 德式現代砲兵須知 § 訓練總監部軍用圖書審查證
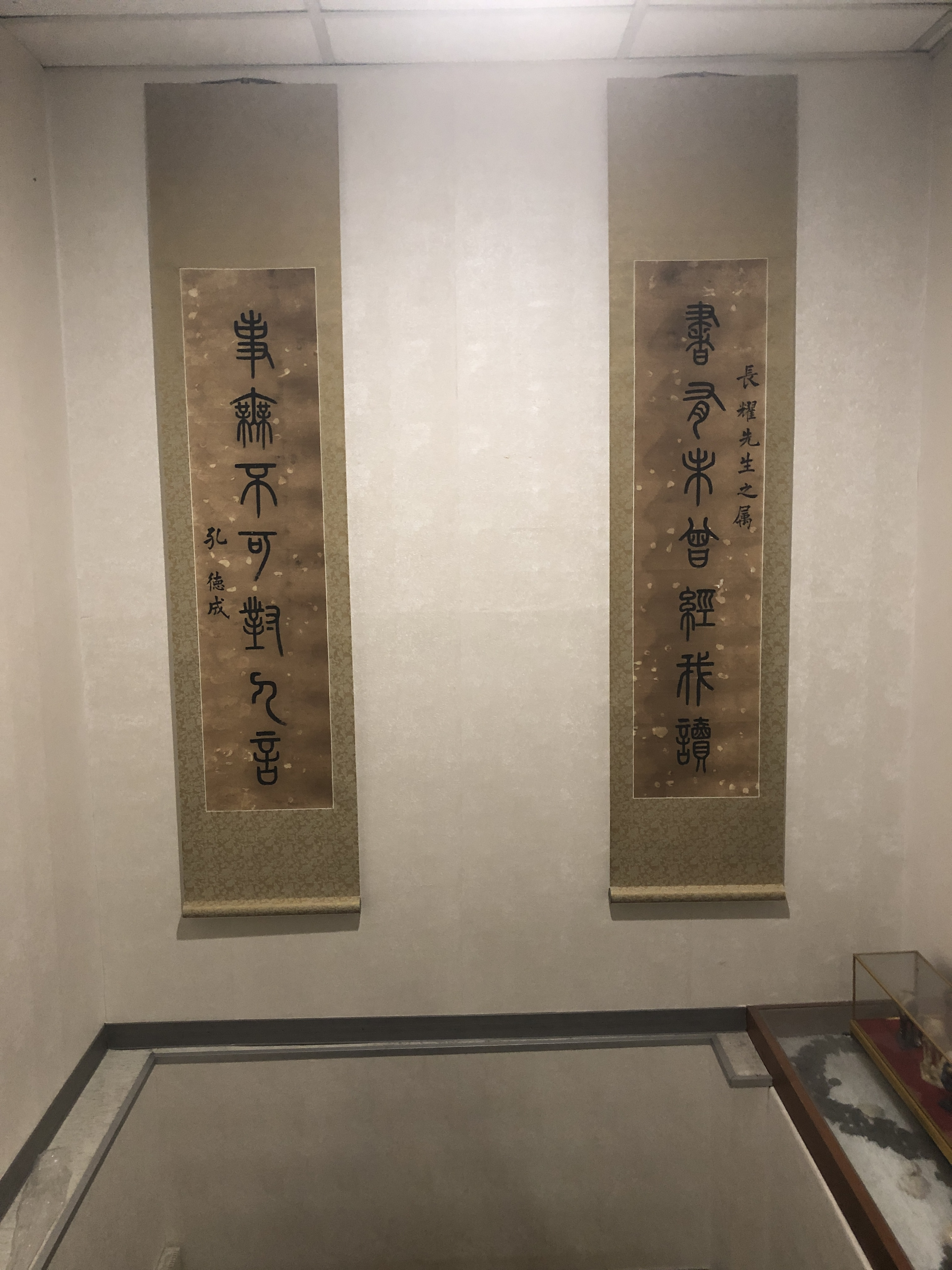
孔子第七十七代嫡長孫孔德成先生贈周長耀先生對聯
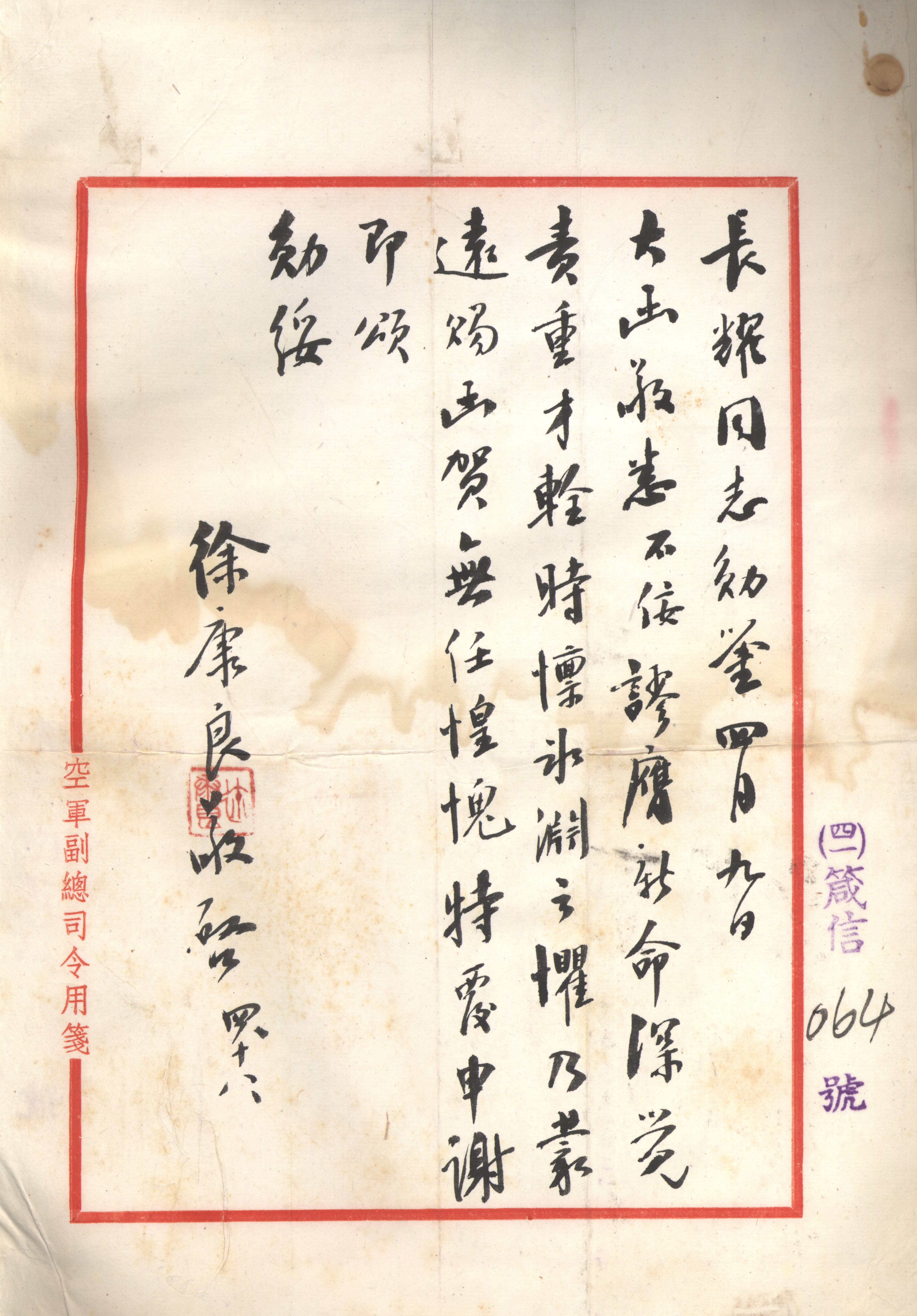
徐康良將軍致周長耀先生函
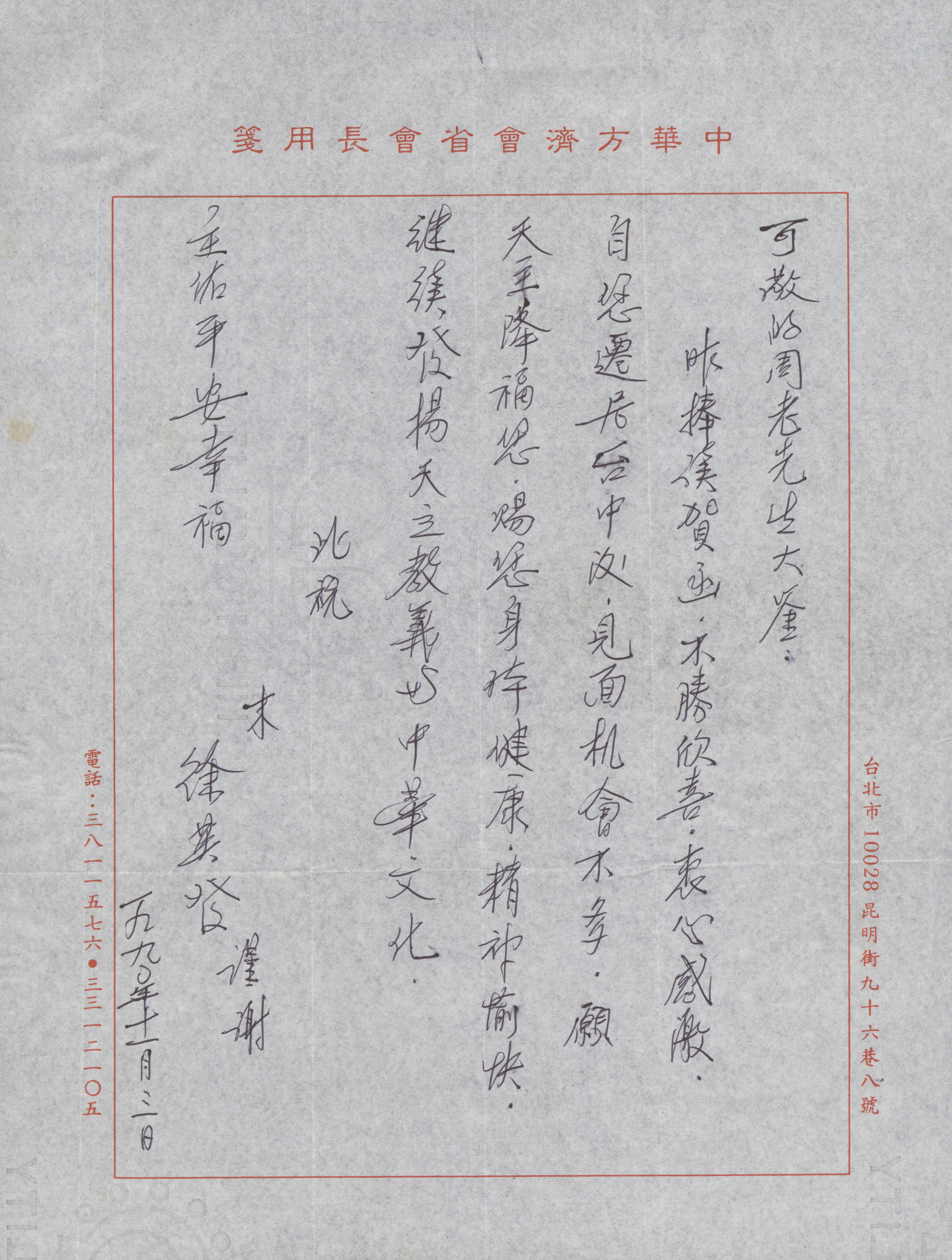
徐英發主教於民國79(1990)年11月3日致周長耀先生函
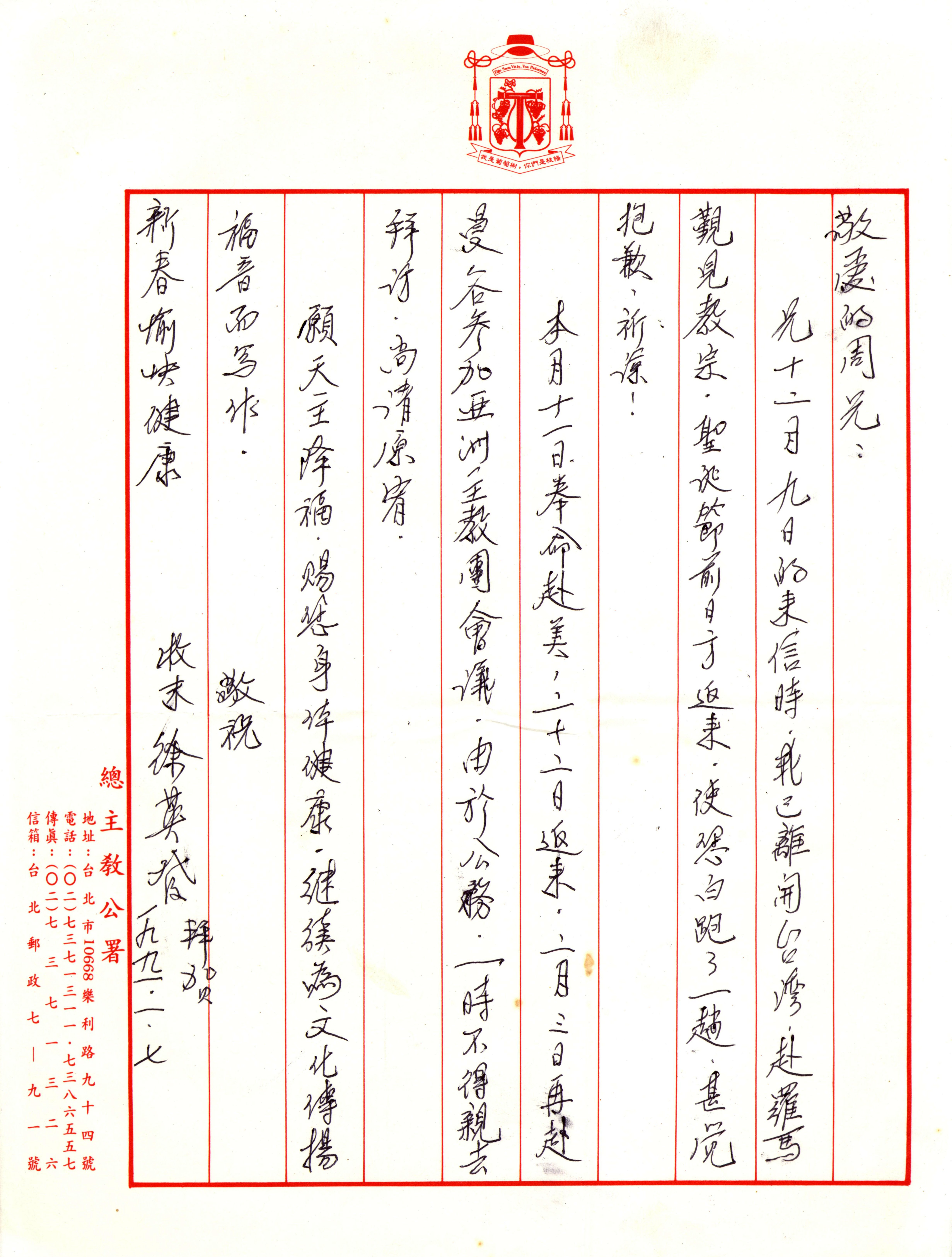
徐英發主教於民國80(1991)年1月7日致周長耀先生函.jpg
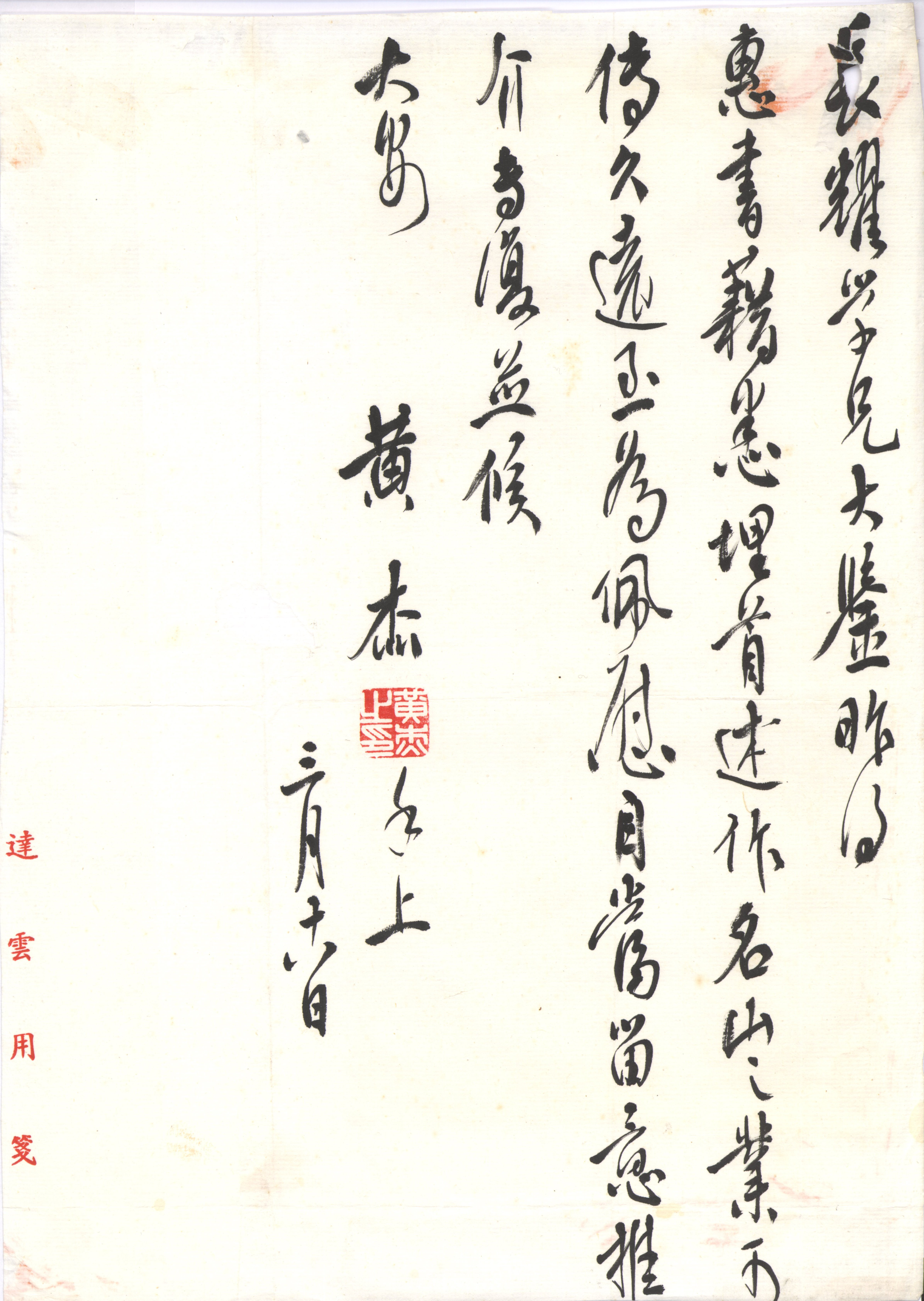
黃杰將軍致周長耀先生函
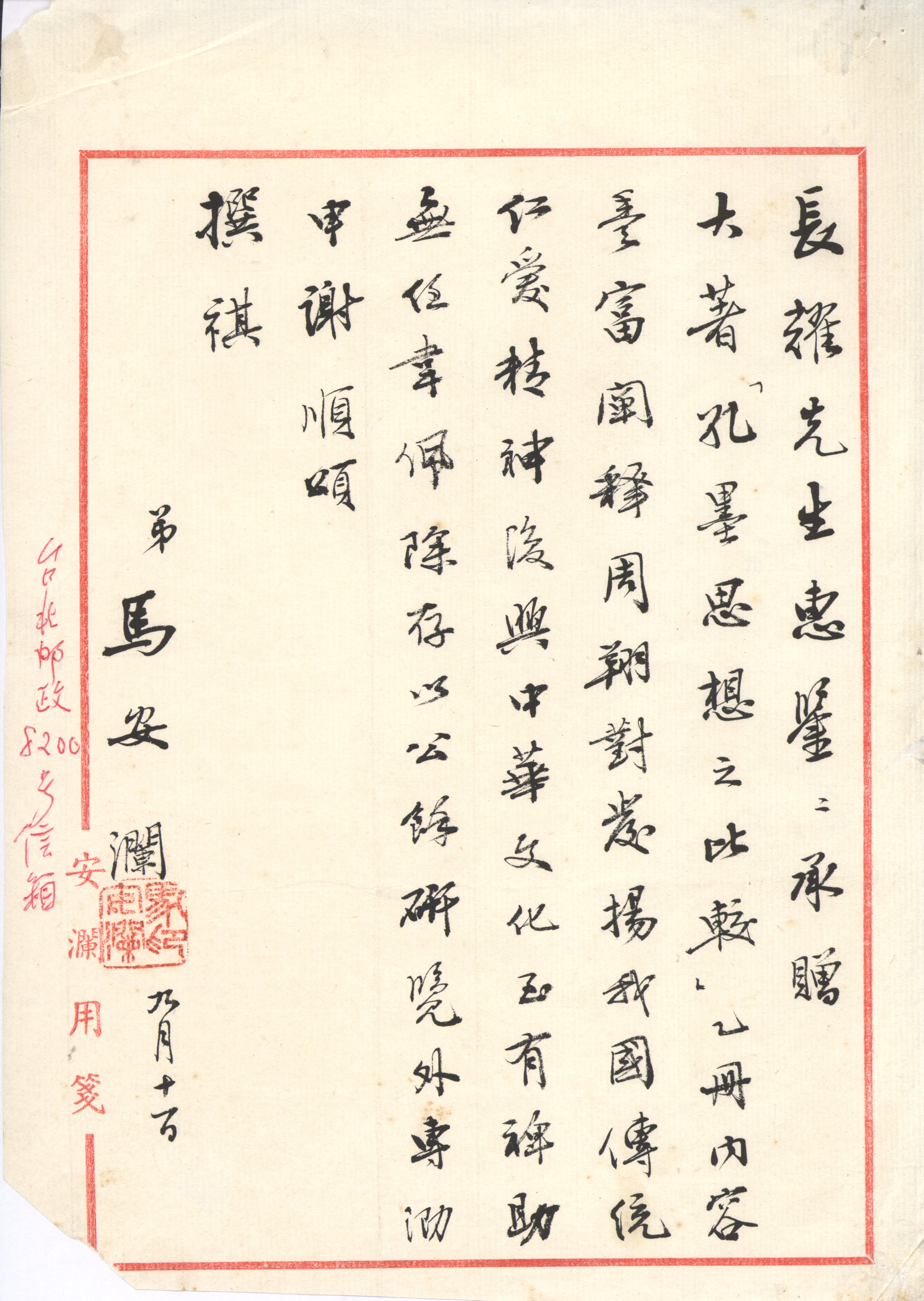
馬安瀾將軍致周長耀先生函
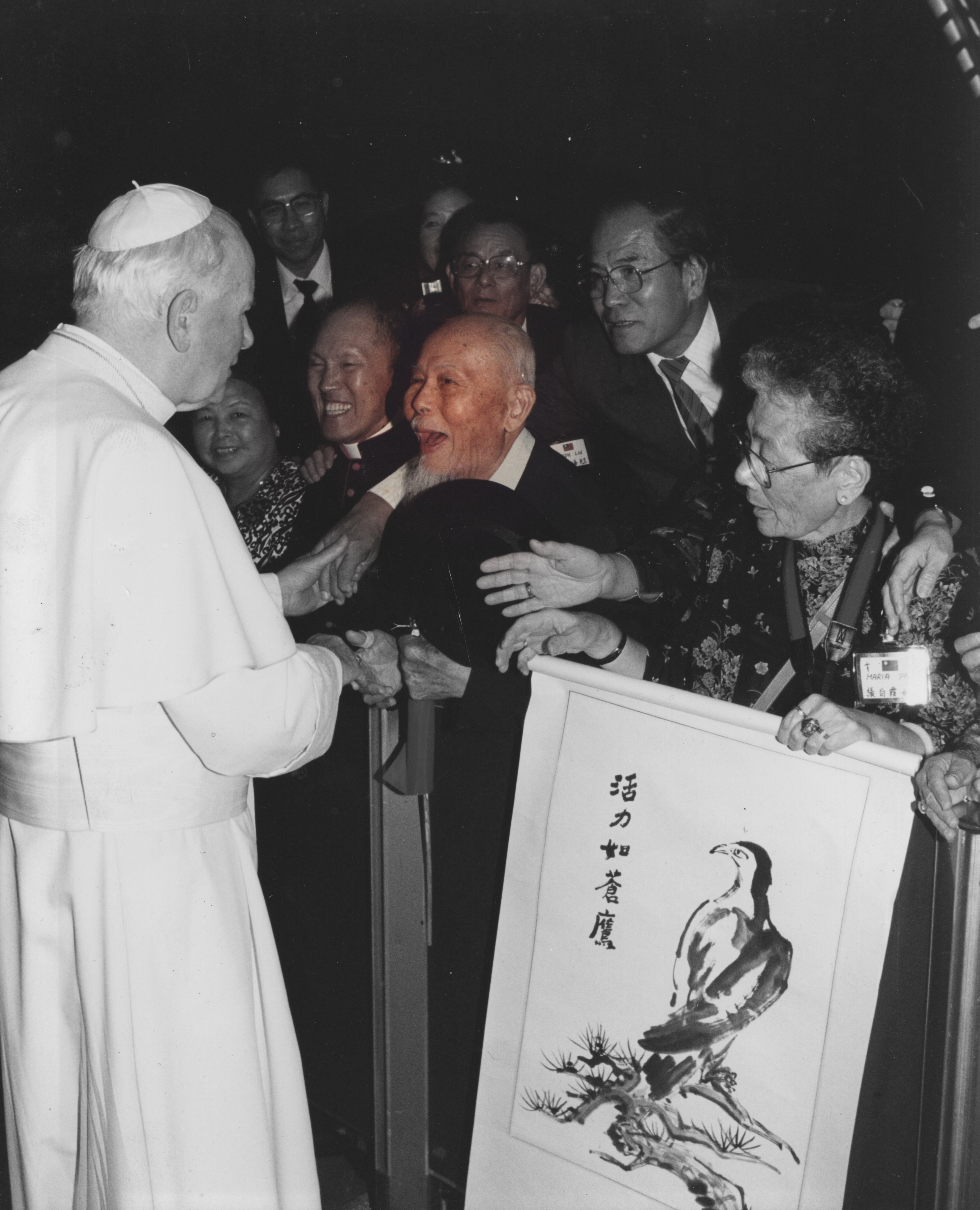
周長耀先生與教宗若望保祿二世
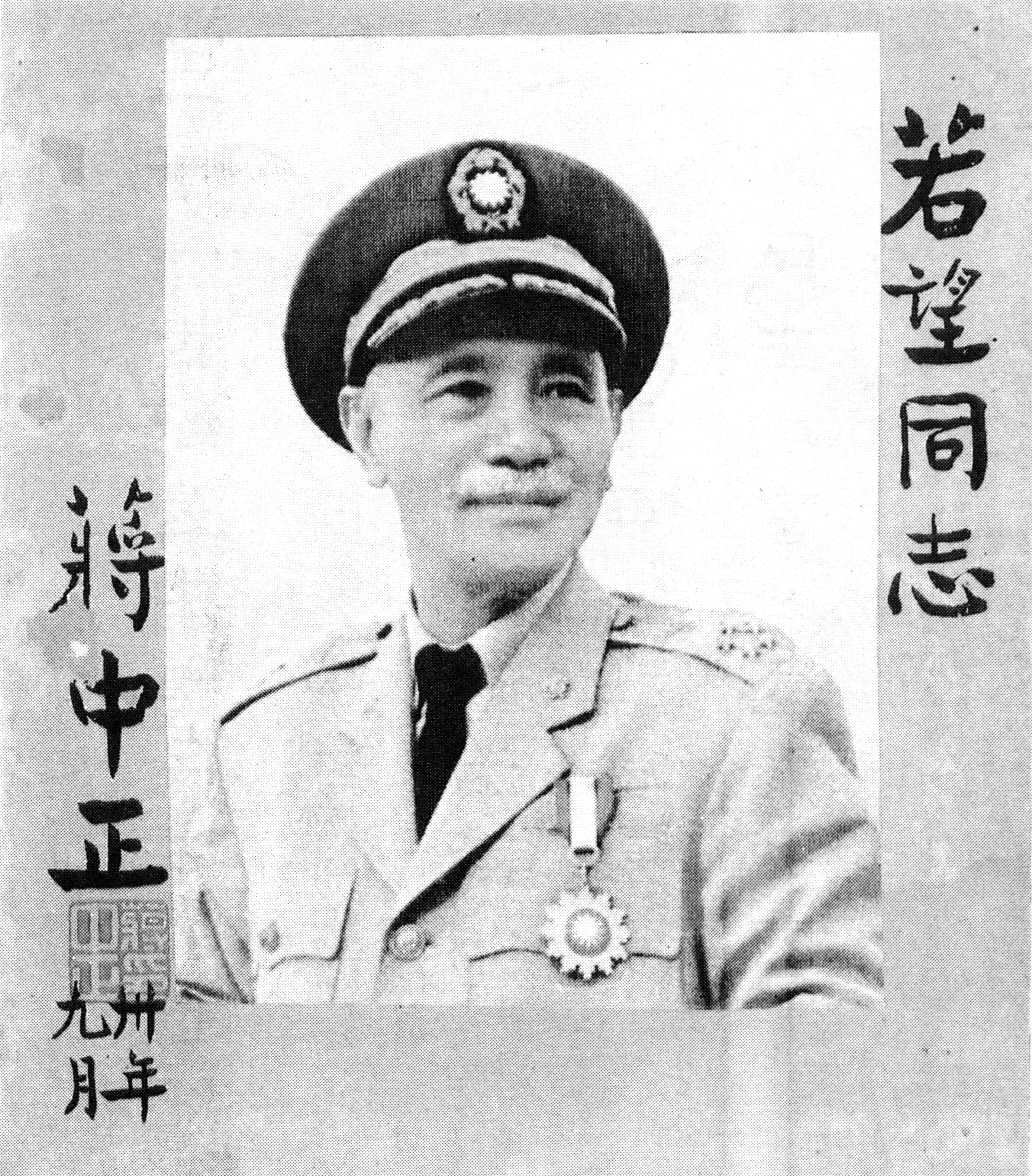
蔣中正贈周長耀先生簽名照
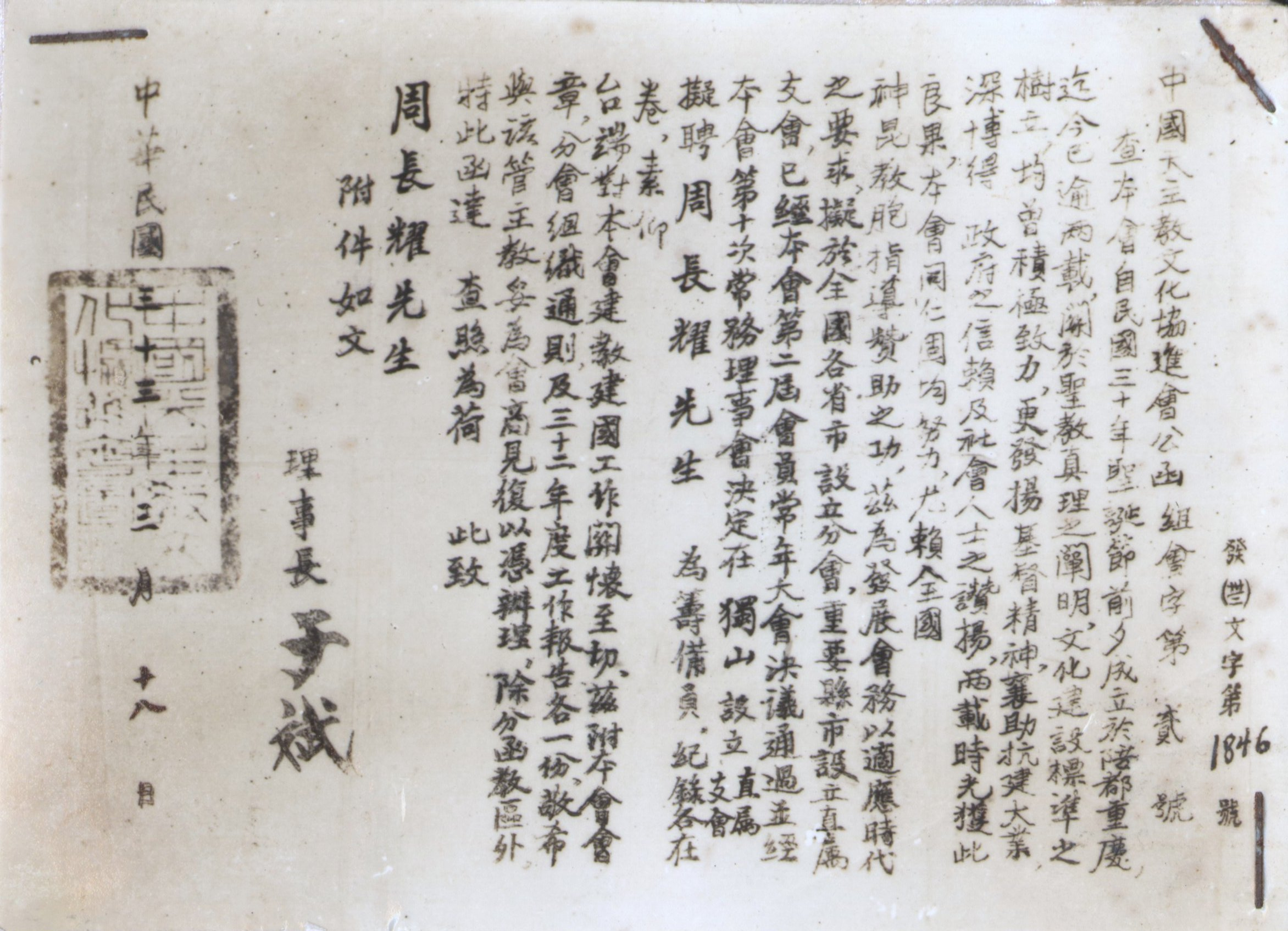
中國天主教文化協進會于斌理事長致周長耀先生函
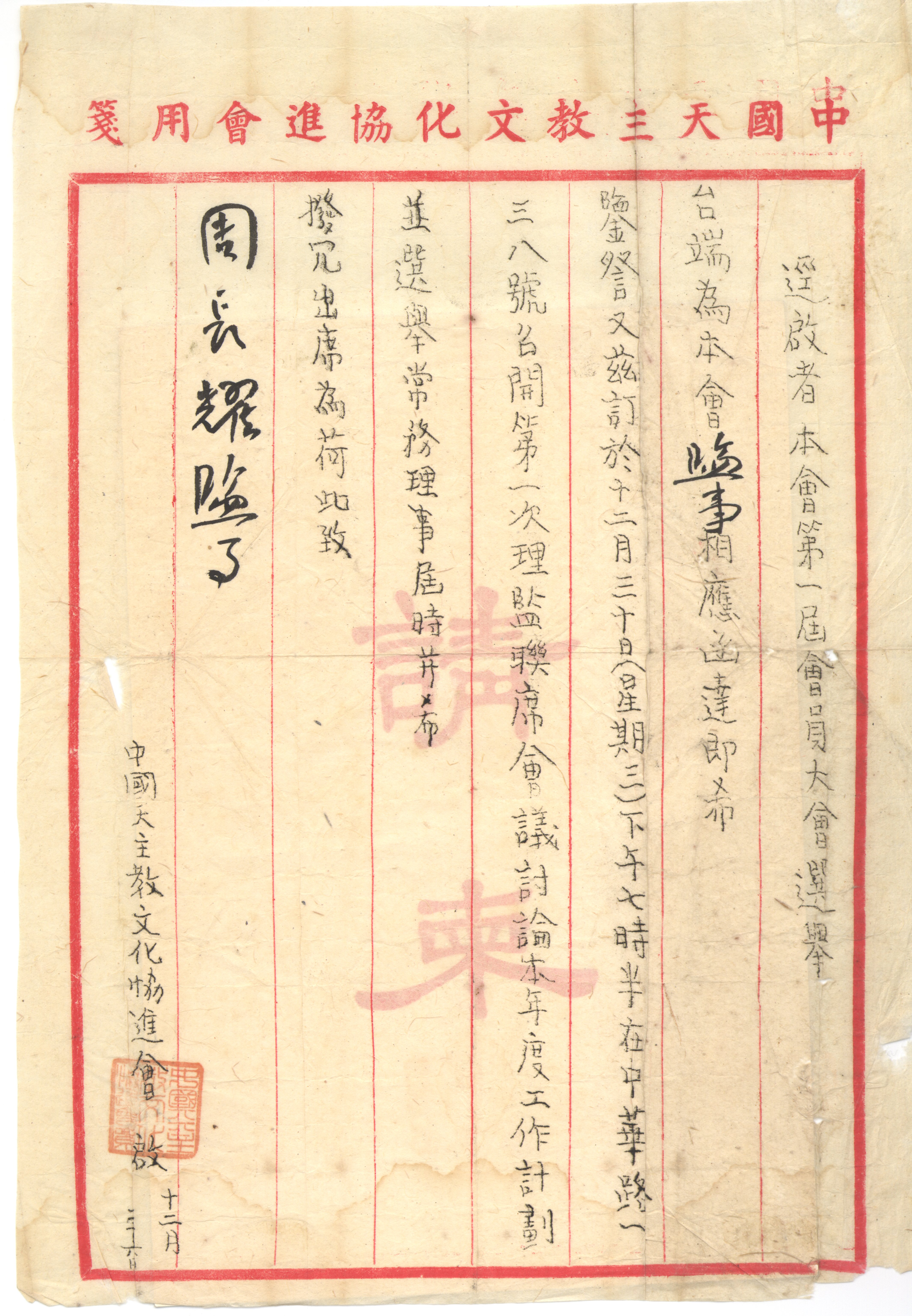
中國天主教文化協進會第一屆會員大會選舉致周長耀監事通知
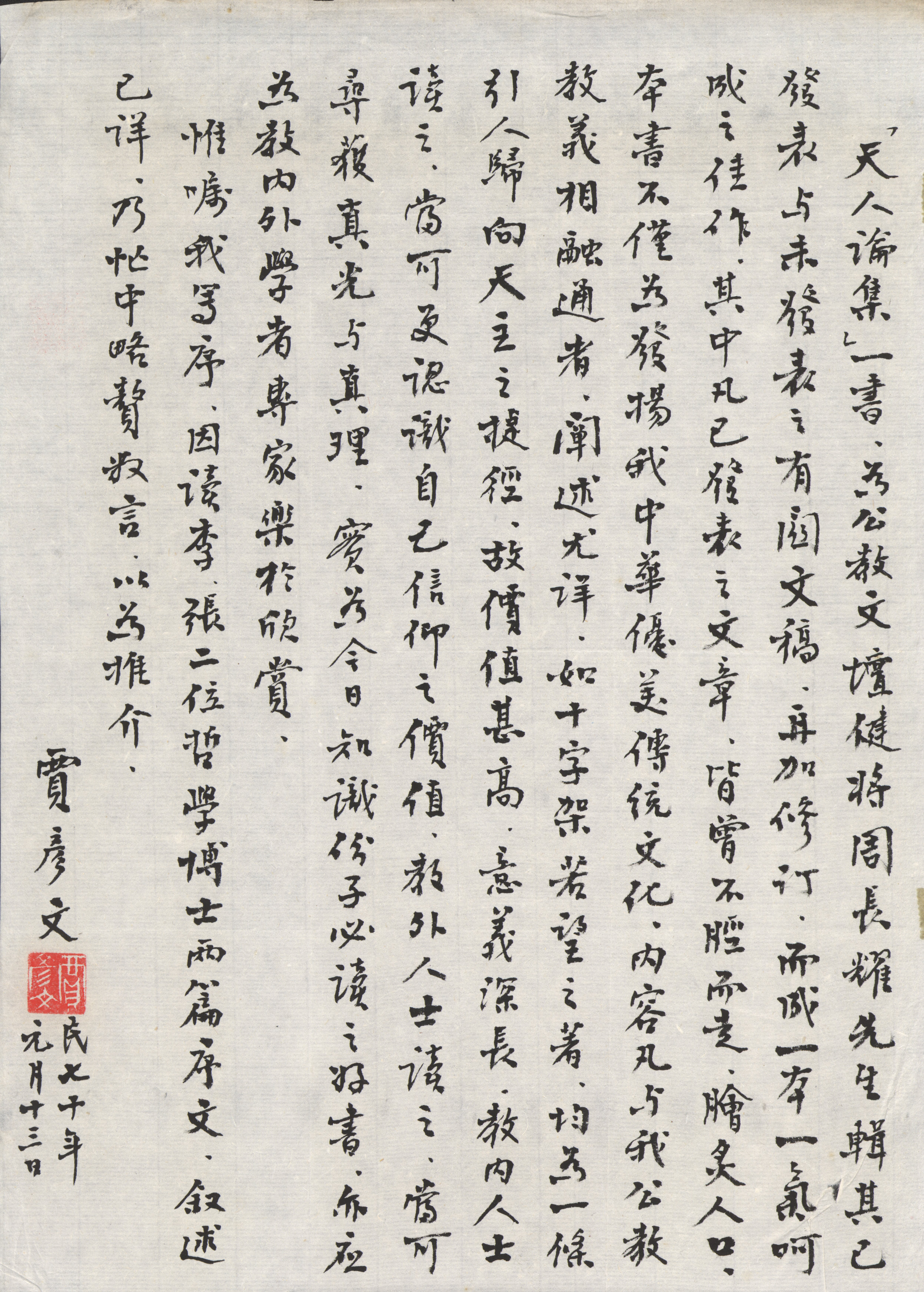
賈彥文主教為周長耀先生天人論集一書之序文原稿
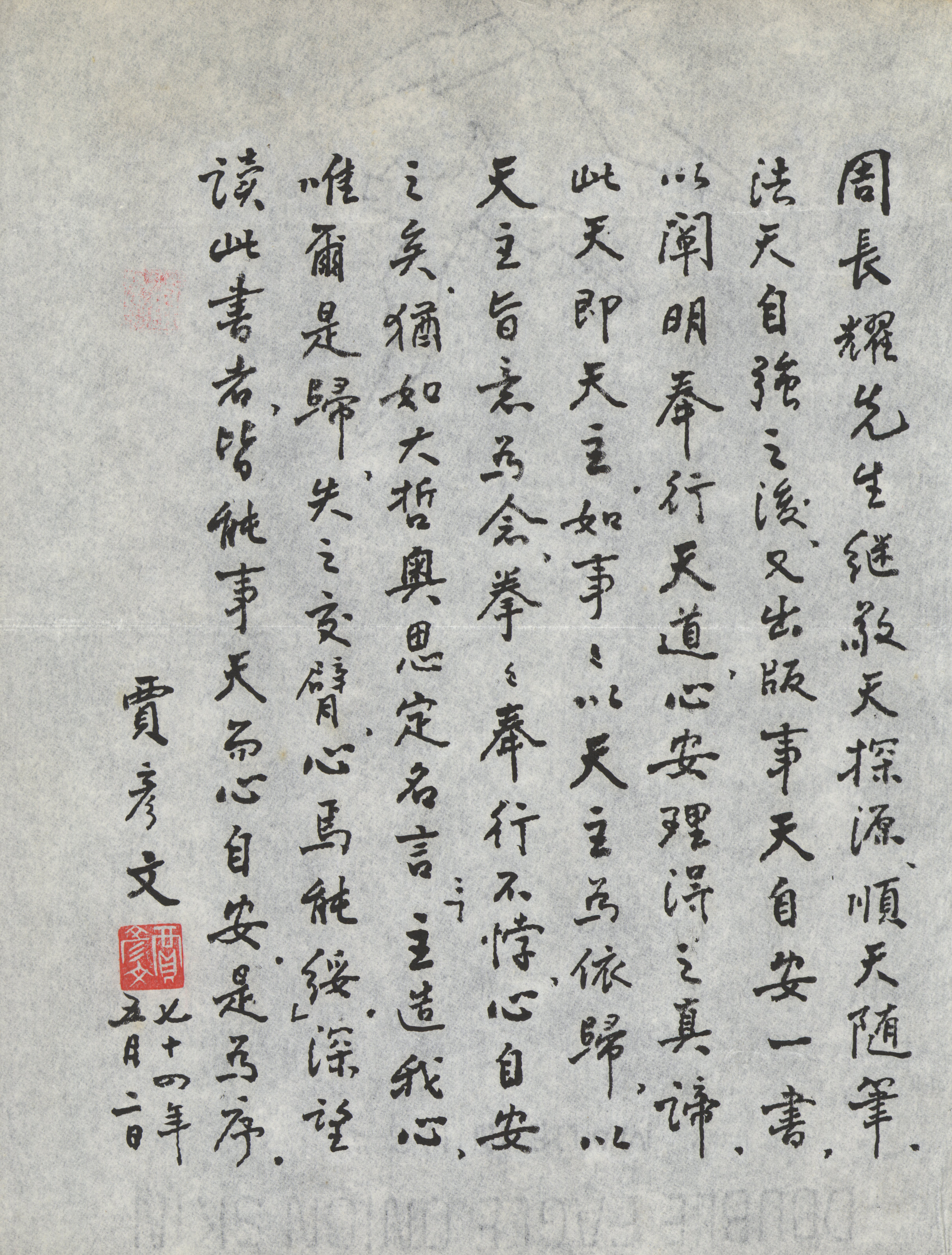
賈彥文主教為周長耀先生事天自安一書之序文原稿
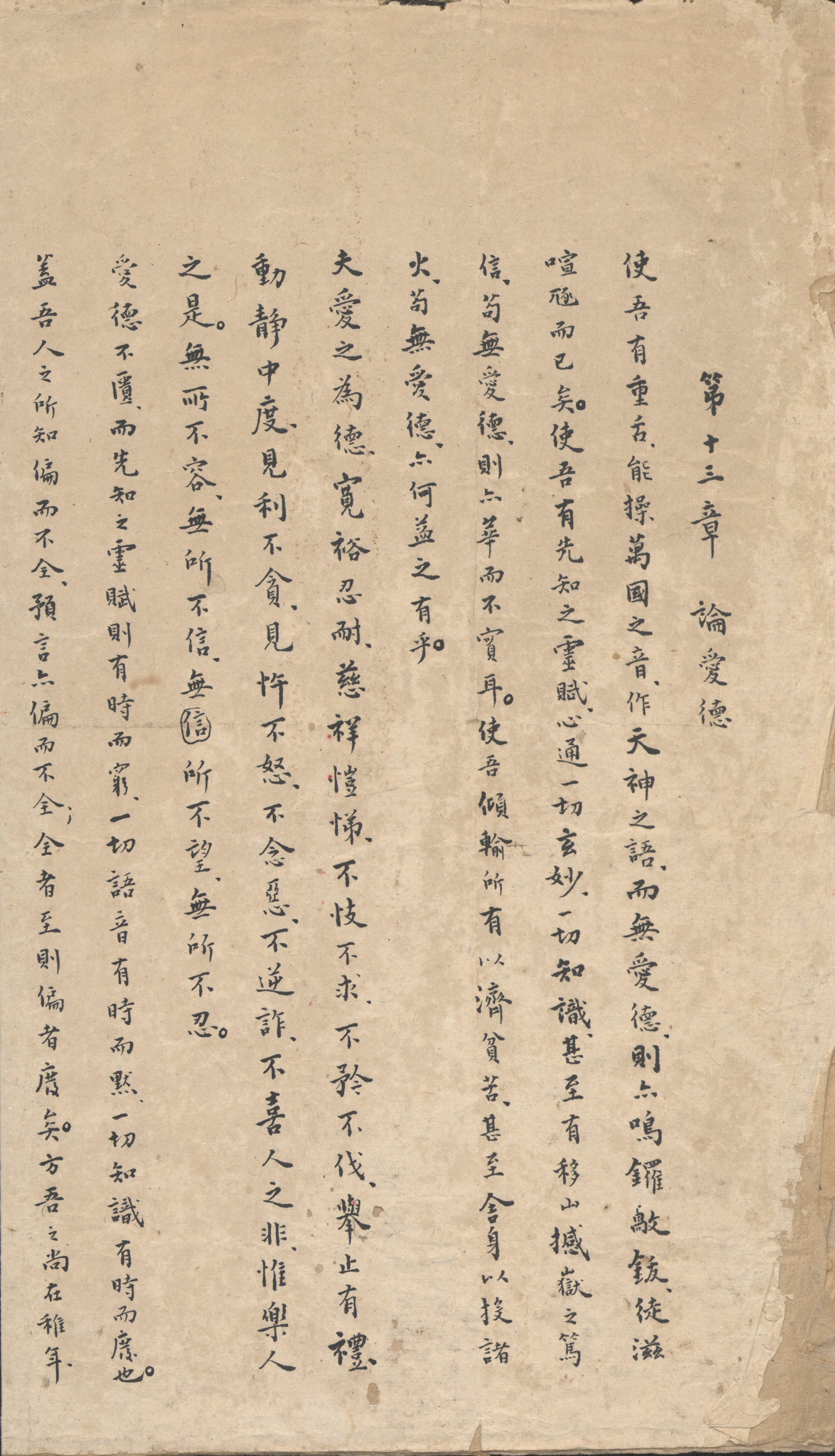
吳經熊先生贈周長耀手稿頁一
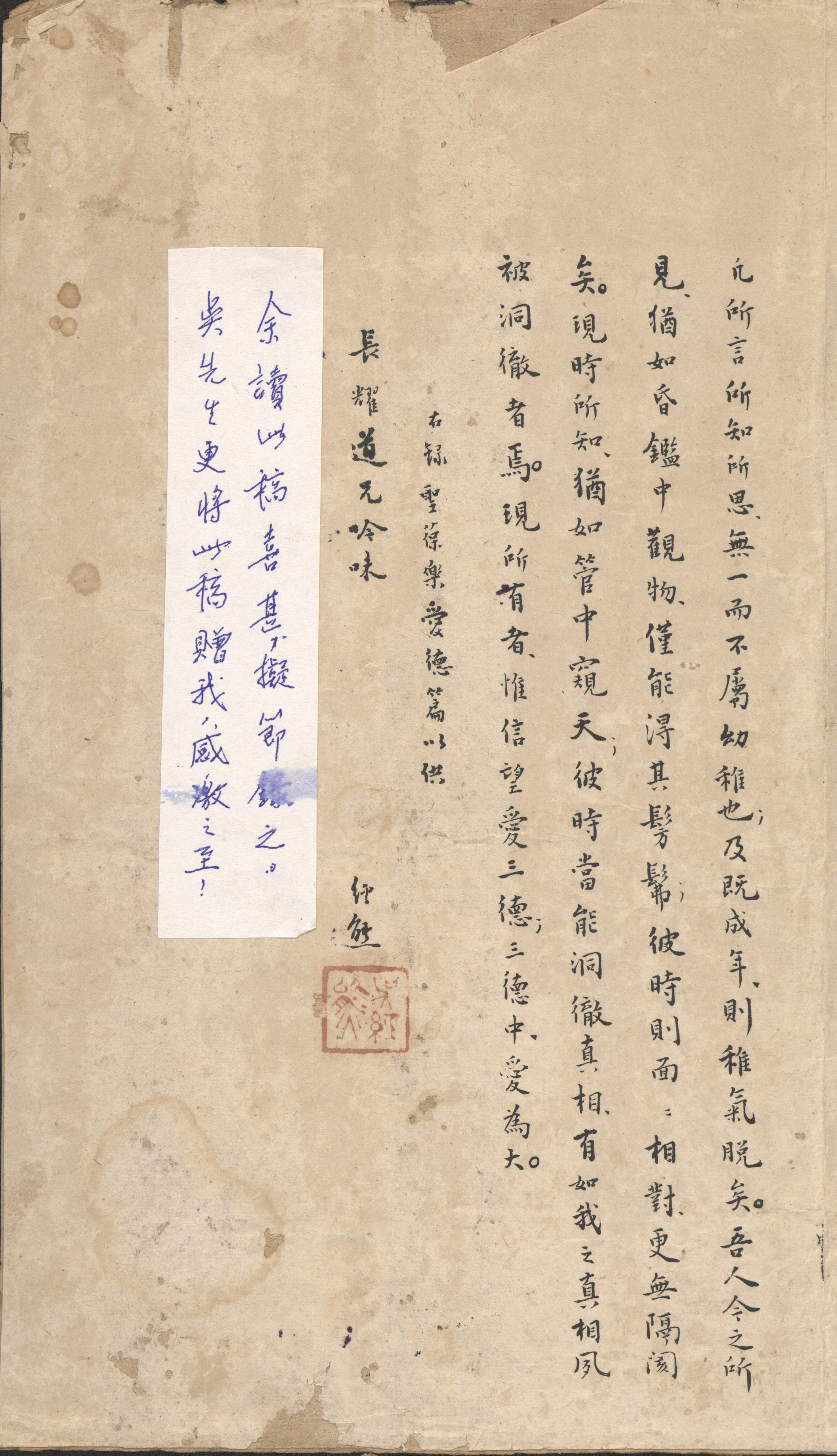
吳經熊先生贈周長耀手稿頁二
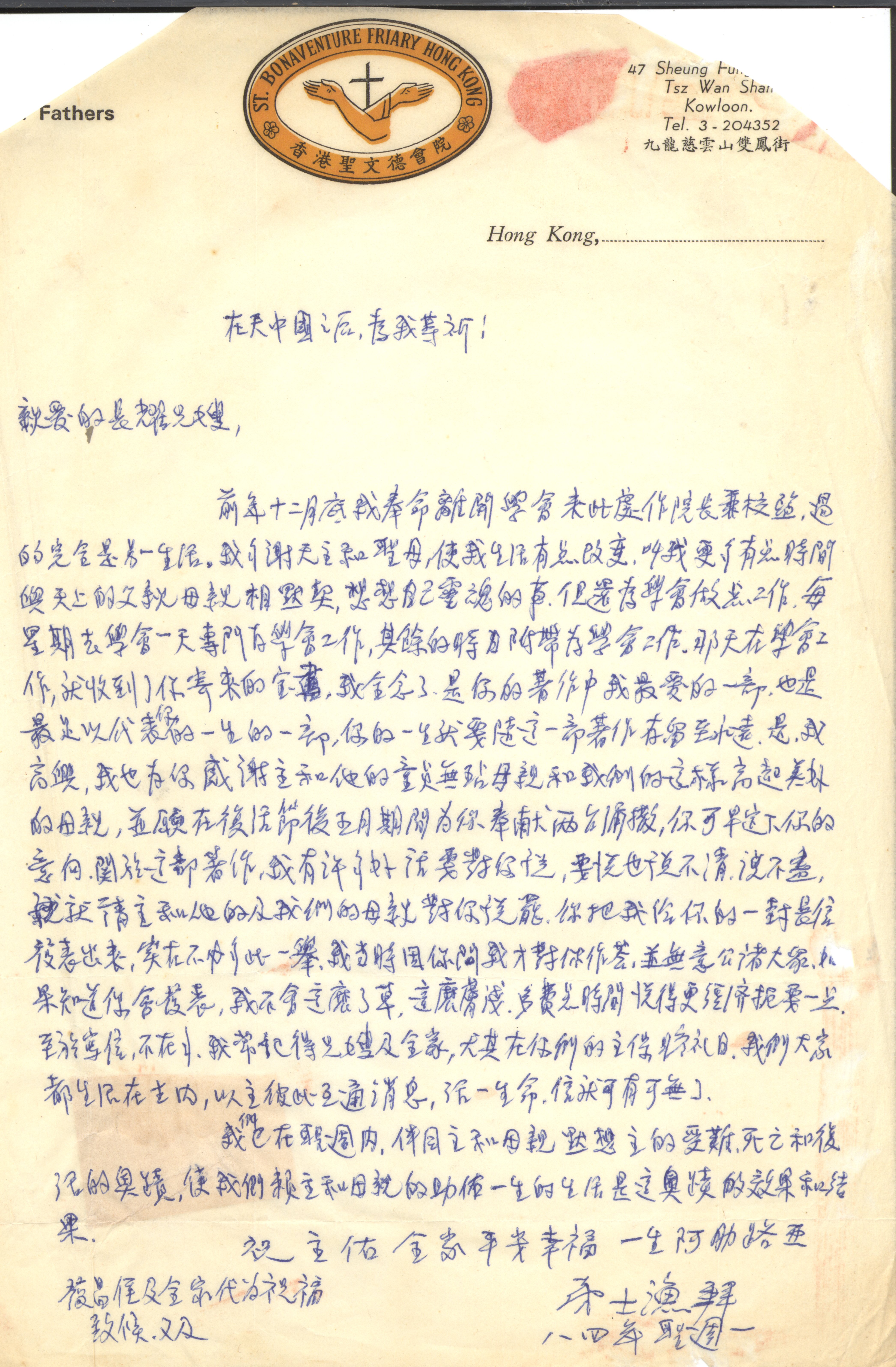
李士漁神父致周長耀先生私函
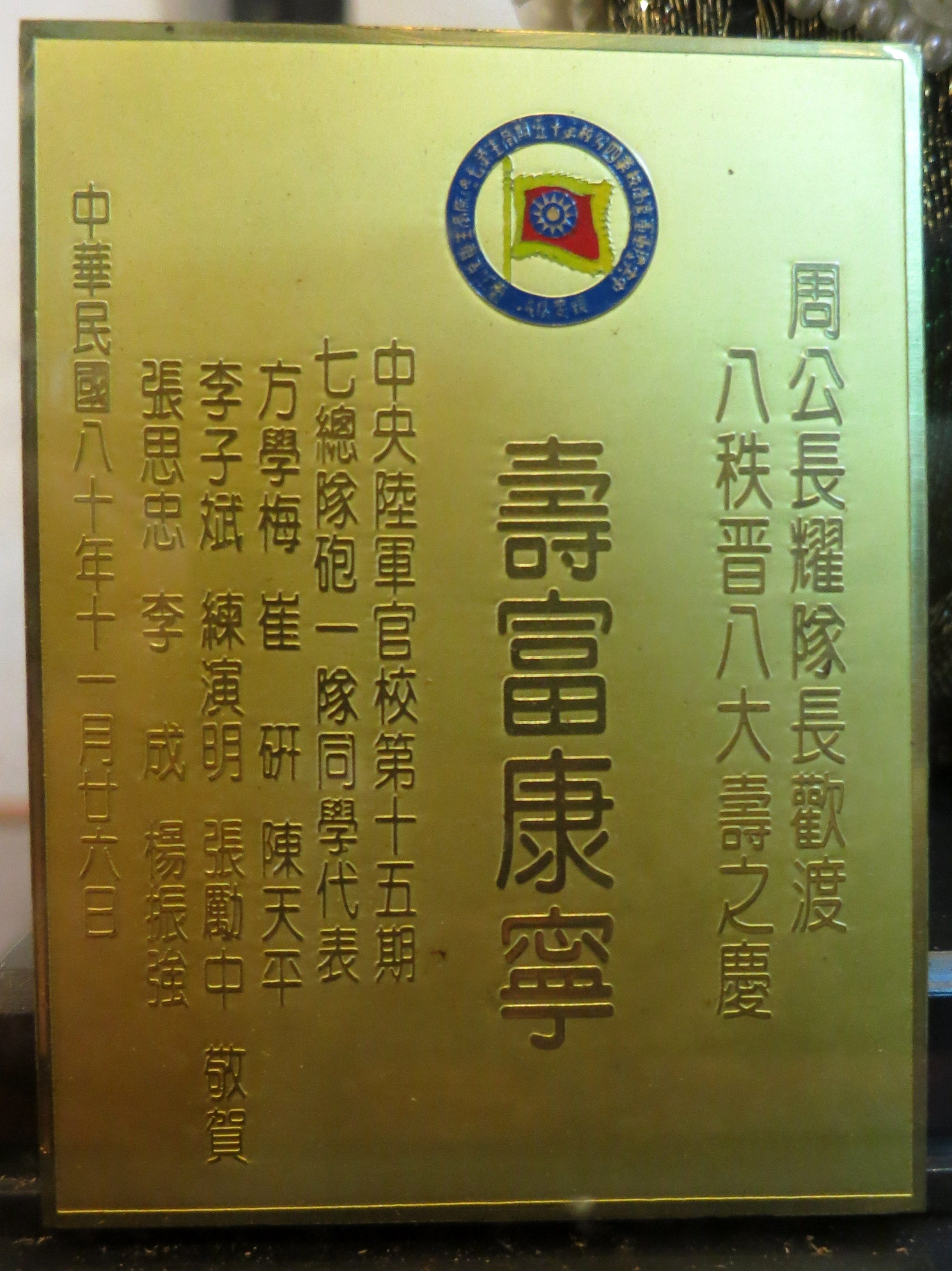
周公長耀隊長八秩晉八大壽中央陸軍官校第十五期七總隊砲一隊同學代表祝壽銘牌

## 外部連結
于斌樞機傳 

期刊文章 （页面存档备份，存于）

花蓮教區歷史簡介

李士漁神父 （页面存档备份，存于）
1. ↑  馮成榮. . 文史哲出版社. 1980. ISBN 9789575475932.
2. ↑  .   [2023-03-10]. （原始内容存档于2023-03-10）.
3. ↑  .   [2023-09-01]. （原始内容存档于2023-09-01）.
4. ↑  .   [2023-09-06]. （原始内容存档于2023-09-06）.
5. ↑  . 黑水博物館.
6. ↑  黑水博物館. . 黑水博物館.
7. ↑  . 黑水博物館.